# Olivier Toussaint
 (août 2017).
Si vous disposez d'ouvrages ou d'articles de référence ou si vous connaissez des sites web de qualité traitant du thème abordé ici, merci de compléter l'article en donnant les références utiles à sa vérifiabilité et en les liant à la section « Notes et références ».
Olivier Toussaint est un chanteur, auteur-compositeur, arrangeur et producteur de musique français né à Paris[réf. nécessaire].

## Biographie
Olivier Toussaint naît à Paris dans une famille de musiciens classiques. Son arrière-grand-père, Gilbert Duprez, était un chanteur d'opéra célèbre. Ses grands-parents étaient également chanteurs d'opéra, et sa mère pianiste de concert qui a joué dans les grands orchestres en France. Il étudie l'économie et les sciences sociales à l'université de Paris mais dès son diplôme obtenu, il se consacre à la musique. 
Chanteur et guitariste, il s'intéresse également à la composition. Il entame une collaboration avec le compositeur Paul de Senneville en 1968. Plusieurs de leurs chansons sont enregistrées par des chanteurs tels que Michel Polnareff, Christophe, Dalida, Petula Clark, Claude François et Mireille Mathieu. Ils composent également plusieurs musiques de film dont Un linceul n'a pas de poches de Jean-Pierre Mocky.
En 1974, Olivier Toussaint et Paul de Senneville créent le label Delphine Productions avec lequel ils distribuent les titres de leur groupe Pop Concerto Orchestra, créé quelques années plus tôt et dont Eden Is a Magic World qui se classe en tête des ventes à l'été 1982. Ils produisent également un autre groupe de rock 'n' roll, Anarchic System, et le trompettiste Jean-Claude Borelly. Mais c'est avec un jeune pianiste accompagnateur alors inconnu, Richard Clayderman, qu'ils font fortune, leur Ballade pour Adeline devenant en 1976 un succès mondial, avec 22 millions de singles vendus dans 65 pays.  
En tant que chanteur, il représente Monaco au concours Eurovision de la chanson 1978 en duo avec Caline, avec le titre Les Jardins de Monaco.

## Distinctions
- Césars 1976 : nomination au César de la meilleure musique originale pour Un linceul n'a pas de poches